# Moosi
Moosi is een spookdorp in de Estlandse gemeente Saaremaa, provincie Saaremaa. De plaats had al in 2000 geen inwoners meer. Ook de cijfers van 2021 geven een inwonertal van ‘< 4’.
Tot in oktober 2017 lag Moosi in de gemeente Leisi. In die maand ging Leisi op in de fusiegemeente Saaremaa.

## Geschiedenis
Moosi werd pas bij de gemeentelijke herindeling van 1997 een zelfstandig dorp. Tot 1977 hoorde het bij Hiievälja en tussen 1977 en 1997 bij Roobaka. Als veldnaam op het landgoed van Triigi bestond Moosi sinds 1782. In 1811 was het een boerderij.